# Нье (буква алфавита синдхи)
Нье (‏ڃ‏‎) — буква расширенного арабского письма. Используется в языке синдхи, а также, исторически, в аварской письменности. Образована от арабской буквы джим (‏ج‏‎) путём добавлением ещё одной точки.

## Использование
В синдхи буква обозначает палатальный носовой согласный [ɲ] и является четырнадцатой буквой алфавита.
В Национальном чадском алфавите обозначает [ɲd͡ʒ], соответствует диграфу nj в латинской его версии. В частности, используется в языке канембу.
В аварской письменности буква ڃ обозначает звук [t͡ʃʼ]. В современном аварском алфавите на основе кириллицы соответствует букве чӀ. В даргинской, лакской и лезгинской письменностях на основе арабского письма буква чӀ передавалась буквой джим.